# Dany Dauberson
Dany Dauberson, właściwie Suzanne Gauche (ur. 16 stycznia 1925 w Le Creusot, zm. 16 marca 1979 w Marsylii) – francuska piosenkarka i aktorka.

## Życiorys
Urodziła się w 1925 w Le Creusot w departamencie Saona i Loara we Francji. Część swojej młodości spędziła w Saint-Claude w departamencie Jura, gdzie jej matka (z pochodzenia Szwajcarka) pracowała jako pokojówka w hotelu i gdzie do 1990 roku mieszkała jej ciotka. Śpiewała w klubach nocnych. Początkowo wykonywała covery piosenek znanych wykonawców, takich jak Édith Piaf, Mick Micheyl i Gilbert Bécaud. Stopniowo wyrobiła własną markę, zwłaszcza dzięki występom w programach telewizyjnych Danièle Gilbert i Philippe'a Bouvarda.
Jej pierwszy podwójny singiel zawierający utwory „Feuilles mortes” oraz „Un air d’autrefois” ukazał się nakładem niemieckiego wydawnictwa Telefunken w 1949. W 1953 wydała swój pierwszy album studyjny Dany Dauberson, po którym w następnych latach ukazało się sześć kolejnych albumów muzycznych. 
24 maja 1956 reprezentowała Francję podczas 1. Konkursu Piosenki Eurowizji. Z powodu niezachowania się oficjalnych wyników finału konkursu, nieznany jest końcowy rezultat jej piosenki „Il est là” w ogólnej klasyfikacji finałowej.
W kwietniu 1967, jadąc z aktorką Nicole Berger drogą N13 w kierunku Duranville, wpadła w poślizg, po czym samochód uderzył w drzewo. W efekcie wypadła z fotela przez przednią szybę, a następnie została przewieziona do szpitala. Przeżyła (w odróżnieniu od Berger, która zmarła w wyniku złamania czaszki i zmiażdżenia klatki piersiowej), jednak nigdy w pełni nie doszła do siebie emocjonalnie i fizycznie po wypadku, który zakończył jej karierę. Zmarła w Marsylii w 1979. Została pochowana w Saint-Claude.

## Życie prywatne
Była lesbijką. Organizator francuskich konkursów piękności Guy Rinaldo okrzyknął ją mianem Miss Lesbos. Romansowała między innymi z aktorką Carmen Torres oraz piosenkarką Suzy Solidor. Była również podejrzewana o romans z włoską księżniczką Giovanną Pignatelli przez ówczesnego męża księżniczki – francuskiego aktora Georges’a Bréhata.

## Filmografia
Opracowano na podstawie materiału źródłowego.
- 1951: L’Inconnue des cinq cités
- 1954: Soirs de Paris
- 1956: Et par ici la sortie
- 1957: C’est arrivé à 36 chandelles
- 1966: Du rififi à Paname